# Veseltchani
Veseltchani (en macédonien Веселчани) est un village du sud de la Macédoine du Nord, situé dans la municipalité de Prilep. Le village comptait 98 habitants en 2002.

## Démographie
Lors du recensement de 2002, le village comptait :
- Macédoniens : 98